# Szczepan Hołowczyc

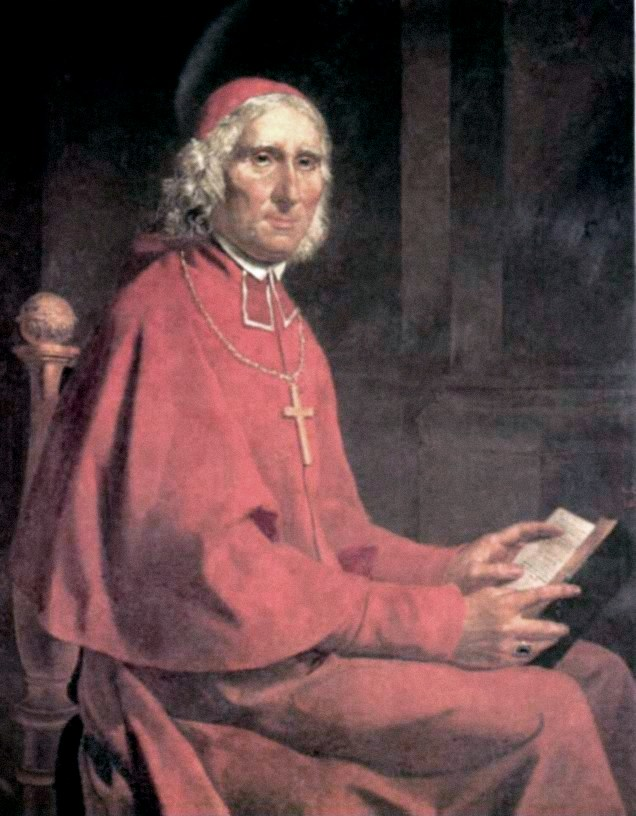

Szczepan Hołowczyc (* 19. August 1741 in Orscha, Litauen; † 27. August 1823 in Warschau) war Erzbischof von Warschau.

## Leben
1772 zum Priester geweiht, wurde er am 29. März 1819 zum ersten Bischof von Sandomierz bestellt. Konsekriert wurde er am 6. Juni 1819 durch Adam Michał Prażmowski, Bischof von Płock, Mitkonsekratoren waren der Weihbischof in Gnesen Daniel Eliasz Ostrowski und der Weihbischof in Kiew Franciszek Remigiusz Zambrzycki.
Am 17. Dezember 1819 wurde er zum Erzbischof von Warschau bestellt.
Seine letzte Ruhestätte fand er in der Johanneskathedrale in Warschau.